# Асси, Доха
До́ха Мустафа́ А́сси (араб. ضحى مصطفى عاصي‎, англ. Doha Mustafa Assy, 22 июня 1970, Эль-Мансура, Египет) — египетская писательница-прозаик, публицист, политический деятель. Депутат парламента Египта с 2020 года.

## Биография
Доха Мустафа Асси родилась 22 июня 1970 в г. Эль-Мансура в Дельте Нила, с 1991 живёт в Каире. Её отец, Шейх Мустафа Асси, был одним из основателей Национально-прогрессивной (левой) партии и политическим заключённым при президенте Садате.
Училась в Первом московском медицинском институте, окончила Институт русского языка имени Пушкина по специальности русский язык и факультет туризма Каирского университета по специальности египтология. Также окончила в Каире Академию (Высшую школу) народных искусств по трём факультетам – востоковедения, фольклора и антропологии. Стала одной из первых среди мусульман, окончивших Евангелическую богословскую семинарию в Каире (по специальности христианское арабское наследие).
Работала переводчиком в культурных центрах Каира, в посольствах России, Грузии, Казахстана, Украины, гидом-египтологом. При визитах в Россию читает лекции о культуре современного Египта в российских вузах, участвует в научных конференциях. Участница круглого стола «Россия и Египет: литературный диалог» 30 января 2017 на Международной книжной ярмарке в Каире. С 2020 года участница международного просветительского проекта «Словарь культуры XXI века». Член Ассоциации выпускников Советского Союза по египетско-российскому культурному обмену.
С 2020 – депутат египетского парламента.

## Творчество
Писала для арабских газет статьи и литературные рецензии, в том числе на книги российских авторов. Автор нескольких сборников рассказов и двух романов.
Её прозаические тексты изучаются студентами гуманитарных вузов Египта (включая Американский университет в Каире), Иордании, Ливана, Марокко, Саудовской Аравии, а также на кафедре арабской литературы Эдинбургского университета. На материале её книг в разных странах защищен ряд диссертаций – магистерских и PhD.
Роман «Каир 104» переведён на китайский, французский и русский языки. Роман «Французские облака» в 2020 году вошёл в шорт-лист египетской премии “Sawiris” за достижения в области литературы и искусства.
Первая книга прозы Дохи Асси на русском языке вышла в 2019 году: сборник рассказов в переводе Моны Халиль.
Член Союза египетских писателей.

## Общественно-политическая деятельность
Печатала для арабоязычной международной прессы авторскую публицистику по общественно-политической тематике.
С 2011 года курировала в Каире созданные ею два культурных центра, ставшие известными культурными площадками египетской столицы.
Осенью 2020 года, победив на парламентских выборах, вошла в состав нижней палаты (палаты представителей) парламента Египта.